# 童氏軸孔珊瑚
童氏軸孔珊瑚（学名：Acropora donei）为軸孔珊瑚科軸孔珊瑚屬下的一个种。